# Syamsir Alam
Syamsir Alam (sinh ngày 6 tháng 7 năm 1992 ở Agam, Indonesia) là một cầu thủ bóng đá người Indonesia thi đấu ở vị trí tiền đạo

## Sự nghiệp câu lạc bộ
Sinh ra ở Agam, Alam thi đấu bóng đá trẻ cho Peñarol, Heerenveen và Vitesse Arnhem. Sau khi thi đấu cho Visé, anh ký hợp đồng theo dạng cho mượn cho D.C. United. 
Năm 2014, anh ký hợp đồng với Sriwijaya FC.
Ngày 27 tháng 12 năm 2014, anh ký hợp đồng với Pelita Bandung Raya.

## Sự nghiệp quốc tế
Anh đại diện cho Indonesia ở nhiều dịp từ U-11 đến U-23.